# Nosophora semitritalis
Nosophora semitritalis is eenvlinder uit de familie van de grasmotten (Crambidae), uit de onderfamilie van de Spilomelinae. De wetenschappelijke naam van deze soort is voor het eerst voorgesteld als Analtes semitritalis door Julius Lederer in een publicatie uit 1863.

## Verspreiding
De soort komt voor in India, Bhutan, China (Guangdong, Fujian, Hainan), Taiwan, Thailand en Indonesië (Ambon, West-Papoea).

## Ondersoorten
- Nosophora semitritalis semitritalis (Lederer, 1863)
- Nosophora semitritalis hilaralis Caradja, 1925